# Debatte über Martin Heidegger und Fake News

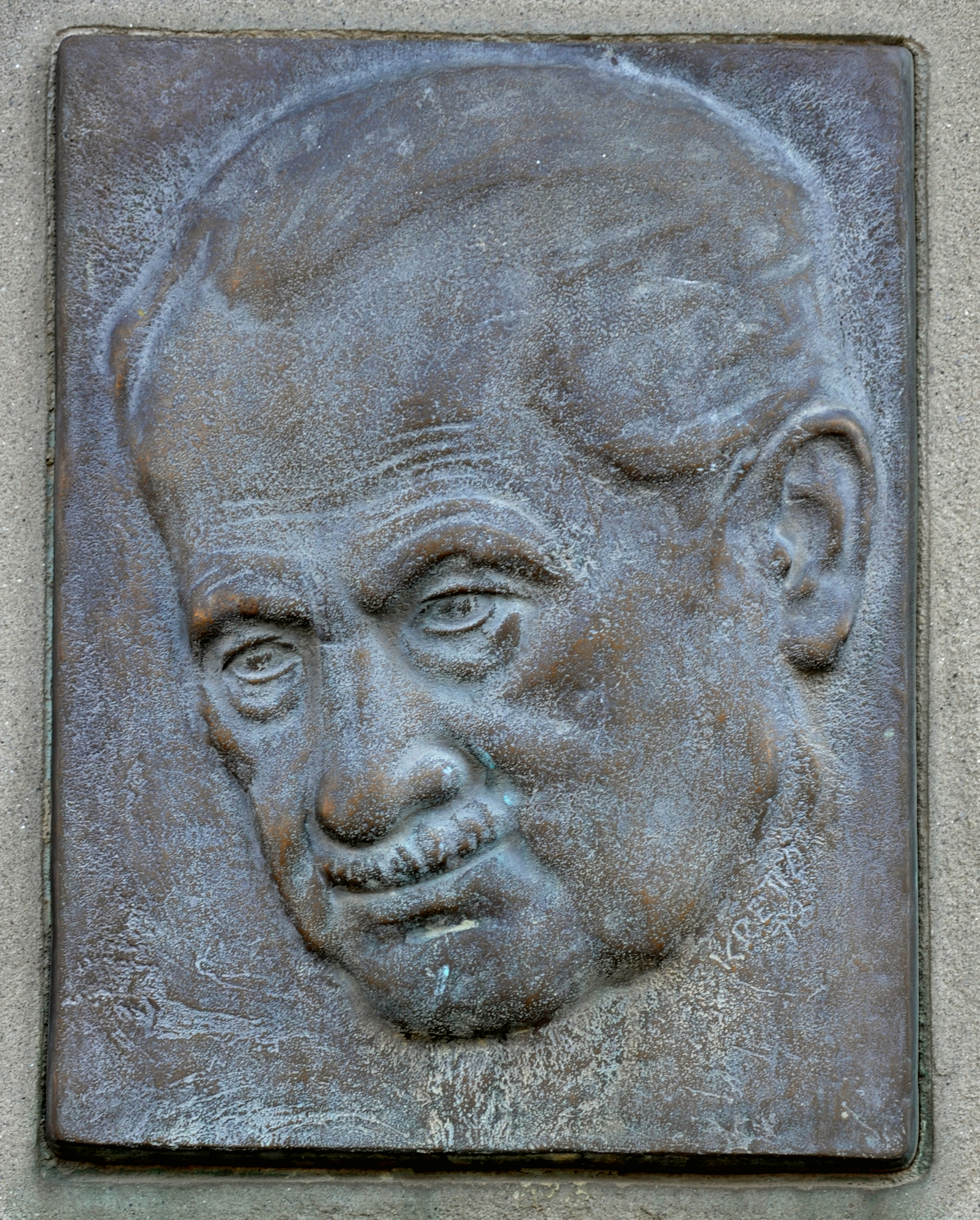
Tafel am Heidegger-Haus in Messkirch

Die Debatte über „Fake News“ im Fall Heidegger galt der These einer Beteiligung des Seinsphilosophen an den Nürnberger Gesetzen und am Holocaust. Sie betraf außer Martin Heidegger auch alle anderen Mitglieder des von Hans Frank 1934 gegründeten Ausschusses für Rechtsphilosophie. Der Vorwurf wurde im Jahr 2017 von dem Semiotiker und Direktor im CNRS, François Rastier, und von der Philosophin Sidonie Kellerer mit dem Hinweis auf ein noch unbekanntes Dokument erhoben, unterstützt von der Ex-Vize-Vorsitzenden der Martin-Heidegger-Gesellschaft, Donatella Di Cesare. Ihnen wurde daraufhin von dem Philosophen Jean-Luc Nancy und dem Publizisten Kaveh Nassirin vorgehalten, Entdeckungen nur zu simulieren und „Fabeln“ und „alternative Wahrheiten“ zu verbreiten. Der Disput, in dem das sonst politische Schlagwort der „Fake News“ für die These in einer wissenschaftlichen Kontroverse verwendet wurde, fand in den großen Tageszeitungen und in akademischen Online-Medien in Frankreich, Deutschland, Italien und Österreich statt.

## Vorgeschichte
Jean-Luc Nancy formulierte in Libération am 12. Oktober 2017 die These, die Diskussion um Heideggers NS-Vergangenheit sei stellvertreterhaft und diene einem Exorzismus der faschistischen Anteile der westlichen Zivilisation, die nicht in die Ideologie der political correctness passten. Heidegger sei also „schlimmer als verdammungswürdig: er ist nicht korrekt“.
Daraufhin warf Sidonie Kellerer Nancy am 27. Oktober 2017 in Le Monde vor, „ohne Beweise“ behauptet zu haben, dass Heidegger schon in Texten der 1930er Jahre Verachtung für den Nazismus gezeigt habe, und wies auf eine kürzlich von Miriam Wildenauer im Archiv der Akademie für Deutsches Recht entdeckte datierte Mitgliederliste des Ausschuss für Rechtsphilosophie hin, die belege, dass Heidegger dem Ausschuss zumindest bis Juli 1942 angehört, und damit nicht nur die Nazi-Ideologie gerechtfertigt, sondern sich aktiv an ihrer politischen Umsetzung beteiligt habe. Für die letztere Aussage verwies sie auf Emmanuel Faye. Der Vorwurf wurde von François Rastier verschärft, indem er im Wissenschaftsportal The Conversation mitteilte, das unbekannte Dokument beweise, dass „alle Mitglieder“ des Ausschusses, und damit auch Heidegger, nicht nur die Nürnberger Gesetze vorbereitet, sondern „bis Dezember 1942“ auch „in Praxis und Theorie“ den Holocaust betrieben hätten. Der Vorsitzende des Ausschusses, Hans Frank, sei ja auch verantwortlich für die „ersten Vergasungen in Auschwitz und Chelmno gewesen“.
Die ehemalige stellvertretende Vorsitzende der Martin-Heidegger-Gesellschaft, Donatella di Cesare, nannte die Entdeckung des unpublizierten Dokumentes zu Heidegger daraufhin im Corriere della Sera „eine sehr relevante Nachricht“ und fand es „auffällig, dass ein so bedeutendes Faktum erst jetzt ans Licht kommt. Ich frage mich, wie es möglich ist, dass so viele Jahre niemand in Deutschland Recherchen zu diesem Sachverhalt unternommen hat.“ Dagegen erhob Nancy den Vorwurf, Kellerer sei politisch korrekt und philologisch sehr unkorrekt. Die Anwesenheit Heideggers bis 1942 im Ausschuss für Rechtsphilosophie sei auch keine so neue Entdeckung, wie sie behaupte.

## Debatte
Das Dokument wurde am 11. Juli 2018 von Kaveh Nassirin publiziert, zunächst in der Frankfurter Allgemeinen Zeitung, später mit wissenschaftlicher Kommentierung in der Online-Ausgabe des FORVM und auf PhilPapers. Nassirin legte dar, dass es sich bei dem im Bundesarchiv-Lichterfelde befindlichen Papier (BArch R 61/30, Blatt 171) lediglich um eine Liste von zwölf Namen handele, die nicht datiert und deren Zweck unbekannt sei. Die Liste belege „mit keinem Wort ein Fortbestehen ('bis 1941/42'), auch keine Wiedereinrichtung des 1938 aufgelösten 'Ausschusses für Rechtsphilosophie'“ und keinerlei Verbindungen zur Planung und Ausführung des Holocaust. Die Aussage bezüglich des Ausschusses und seiner aktiven Rolle bei den Nürnberger Gesetzen und dem Holocaust nannte Nassirin das „Beispiel eines postfaktischen Standgerichtes, dem eine Bagatelle zur Verurteilung genügt“, und kritisierte, dass von Rastier „sogar noch der fehlende Beweis als Beweis für eine Teilhabe am Holocaust anerkannt wird“. Für Rastiers Aussage, der Ausschuss habe „bis Dezember 1942“ in „Praxis und Theorie“ am Holocaust teilgenommen, gebe es „nicht einmal einen Zettel als Beleg“.
Die Qualifikation der Autoren für Fragen des Nationalsozialismus sei zudem zweifelhaft, wofür Nassirin als Beispiele Kellerers Datierung der Entscheidung zur „Endlösung“ auf „Januar 1942“ – den Monat der Wannseekonferenz – und Rastiers Zuschreibung der Verantwortung von Hans Frank für „die ersten Vergasungen in Auschwitz und Chelmno“ nannte. Beide Angaben seien falsch und zurückzuführen auf eine „gerichtete Verwendung historischer Daten und Namen zu dem Zweck, sie in eine Deutungskonzeption zu zwängen und zu zwingen, die Heidegger partout zum Aktivisten der Vernichtung europäischer Juden erklären will“. Mit einer solchen Methodik werde „eine Vorgehensweise 'alternativer Wahrheiten' legitimiert, mit der am Ende einem jeden Menschen jedes Verbrechen angelastet werden“ könne.
Die Veröffentlichung der Replik in der FAZ wurde von Patrick Bahners abgelehnt, woraufhin Gerhard Oberschlick den Text im FORVM herausbrachte. Unter dem Titel Den Völkermördern entgegen gearbeitet bekräftigten Kellerer und Rastier dort ihre Darstellung und erhoben den Vorwurf, „dass unsere Forschungsarbeiten als Fake News verleumdet werden“. Sie verwiesen auf antisemitische Zitate aus Heideggers Werken, um ihre Angaben zu rechtfertigen. Doch räumten sie ein, dass die Aussage zu Franks Verantwortung in Bezug auf den Anfang des Holocausts durch Vergasungen in Auschwitz und Chelmno „unrichtigerweise“ getätigt worden sei: „In der Tat Hans Frank verantwortete nicht die Ermordungen im Reichsgau Wartheland und in Oberschlesien, sondern 3 Millionen Tote in den Lagern Belzec, Sobibor, Majdanek, Treblinka.“ Doch die „durchweg spekulativen Argumente“, so die Autoren, „widerlegen unsere Interpretationen nicht“. Es seien vielmehr „Argumente ad hominem feminamque“, die in der „Anschuldigung einer 'Identifikation mit dem Aggressor'“ gipfelten, „eine Art partiellem Stockholm-Syndrom“.
Mit Zitaten aus der Odyssee wurde Rastier von Nassirin in der Duplik Schiffbruch eines Semiotikers verschärfend vorgehalten, Fabeln erzählt und ein Urteil gesprochen zu haben, in dem die Verurteilten „teils nicht einmal Namen“ hatten, wofür u. a. Viktor Bruns, Rudolf Stammler und Hans Freyer als Beispiele genannt wurden. Die pauschale Beschuldigung aller Mitglieder des „Ausschusses für Rechtsphilosophie“ sei das „Prinzip der korporativen Schuld per Anklage“, das die individuelle Schuld aufhebe. Die in der Replik erwähnte Korrektur zu Franks Verantwortung für „Auschwitz und Chelmno“, es seien dagegen „3 Millionen Tote in den Lagern Belzec, Sobibor, Majdanek, Treblinka“ gewesen, sei außerdem erneut falsch, da in den drei Lagern der Aktion Reinhardt zwischen 1,6 und 1,8 Millionen Menschen ermordet worden seien, in Majdanek etwa 78000, evtl. zuzüglich jener, die im Höfle-Telegramm genannt werden. Es seien also mehr „als eine Million Tote, die als Zugabe zum Grauen jener vier Vernichtungslager“ noch hinzuerfunden worden seien. Da es weiterhin auch keine Beweise für die Behauptungen bezüglich einer Teilhabe des Ausschusses an den Nürnberger Gesetzen und am Holocaust gebe, verglich Nassirin sie mit der Erfindung des Trojanischen Pferdes.
In einem 2024 in der Zeitschrift Aufklärung und Kritik veröffentlichten Aufsatz reagierte Sidonie Kellerer auf die ihre Arbeit betreffenden Vorwürfe. Sie vertritt darin die Auffassung, die „von den Mittätern des NS-Regimes in die Welt gesetzten Verharmlosungen“ würden bis heute wiederholt. Die Artikel von Kaveh Nassirin zeige dies „beispielhaft“, insofern darin Heideggers politisches Engagement relativiert und eine Reihe falscher Behauptungen aufgestellt würden, insbesondere Heidegger, habe den biologistischen Rassismus abgelehnt. Zudem verharmlose Nassirin die AfDR „als insgesamt wirkungslose Institution“. Demgegenüber betont Kellerer, dass der Ausschuss für Rechtsphilosophie als ein „Kampfausschuss des Nationalsozialismus“ und als geistige Speerspitze der gesamten AfDR konzipiert wurde. Im Bundesarchiv befindliche Archivalien belegten, dass Heidegger „diesem Ausschuss bis mindestens Juli 1941 hinein angehörte“. Der Ausschuss sei „zu einem Zeitpunkt nach August 1942 aufgelöst worden“. Zudem sei die von Nassirin vertretene These, der zufolge die AfDR und der AfRPh keinen nennenswerten Anteil an der Entstehung der Nürnberger Gesetze gehabt hätten, wissenschaftlich nicht begründet, denn „beinahe alle existierenden Studien zur Geschichte der AfDR übernehmen […] die beschönigenden Selbstrechtfertigungen der Täter, statt sich auf die Berichte über die AfDR aus der Zeit des ‚Dritten Reichs‘ zu stützen.“ Kellerer plädiert für eine viel stärkere Berücksichtigung der „kulturhegemonialien Strategien der Irreführung, Verharmlosung und Einschüchterung“. Heideggers Denken sei alles andere als harmlos; es laufe „im Kern auf die Zerstörung des kritischen Denkens hinaus“.